# Augusto Espinoza
Augusto Emilio Espinoza Ortiz (Ciudad de Guatemala; 6 de octubre de 1930-2 de enero de 2024) fue un futbolista guatemalteco que jugaba como delantero. Jugó con el Hércules en 1950 y en 1951 fichó con Comunicaciones, convirtiéndose en una de sus grandes figuras.

## Palmarés

### Títulos nacionales
| Título                    | Equipo         | País      | Año     |
| ------------------------- | -------------- | --------- | ------- |
| Copa Nacional             | Comunicaciones | Guatemala | 1951-52 |
| Copa Nacional             | Comunicaciones | Guatemala | 1955    |
| Copa Campeón de Campeones | Comunicaciones | Guatemala | 1955    |
| Liga Nacional             | Comunicaciones | Guatemala | 1956    |
| Copa Campeón de Campeones | Comunicaciones | Guatemala | 1956    |
| Liga Nacional             | Comunicaciones | Guatemala | 1957-58 |
| Copa Campeón de Campeones | Comunicaciones | Guatemala | 1958    |
| Liga Nacional             | Comunicaciones | Guatemala | 1959-60 |
| Copa Campeón de Campeones | Comunicaciones | Guatemala | 1961    |

### Distinciones individuales
| Distinción                                       | Año     |
| ------------------------------------------------ | ------- |
| Máximo goleador de la Liga Nacional de Guatemala | 1950-51 |